# Herbert Breger
Herbert Breger (* 10. Oktober 1946 in Fredersdorf, Uckermark) ist ein deutscher Wissenschaftshistoriker und Philosoph.

## Wirken
Breger studierte Mathematik und Physik sowie Soziologie in Berlin und Heidelberg. Seit März 1977 war er als wissenschaftlicher Angestellter beim Leibniz-Archiv an der Gottfried Wilhelm Leibniz Bibliothek (Niedersächsische Landesbibliothek) in Hannover beschäftigt. 1981 promovierte er bei Oskar Negt an der Universität Hannover über die Entstehung des Energiebegriffs in der Mitte des 19. Jahrhunderts. 1992 habilitierte er in Philosophie und Geschichte der Naturwissenschaft an der  Universität Hannover.
Breger war 1985/86 Gastprofessor an der Technischen Universität Darmstadt. Er absolvierte Forschungsaufenthalte in Utrecht, Stockholm und Pennsylvania.  Von 1991 bis 2011 leitete er als Nachfolger von Albert Heinekamp das Leibniz-Archiv Hannover. Als außerplanmäßiger Professor für Philosophie und Geschichte der Naturwissenschaften an der Universität Hannover seit 1995 veröffentlichte er zu Leibniz, zur Wissenschaftsgeschichte und zur Philosophie der Mathematik und verantwortete mehrere Bände der Leibniz-Akademie-Ausgabe.
Seit 2004 ist Breger Herausgeber der Zeitschrift Studia Leibnitiana.

## Schriften (Auswahl)
- Die Natur als arbeitende Maschine. Zur Entstehung der Energiebegriffs in der Physik 1840–1850. Campus, 1982; ISBN 978-3-593-33082-2
- Nebenwege der Naturphilosophie und Wissenschaftsgeschichte. Kasseler philosophische Schriften H. 17 (1987)
- Friedrich Hermanni, Herbert Breger (Hrsg.) Leibniz und die Gegenwart Fink, 2002; ISBN 978-3-7705-3661-0
- Leibniz’ binäres Zahlensystem als Grundlage der Computertechnologie
- Die Kategorie der kompakt-erzeugten Räume als in Top coreflektive Kategorie mit Exponentialgesetz. Universität Heidelberg 2010
- Kontinuum, Analysis, Informales. Beiträge zur Mathematik und Philosophie von Leibniz. Springer 2016; ISBN 978-3-662-50398-0